# バル・ギオラ
バル・ギオラ（Bar-Giora, ヘブライ語: בר גיורא）は、オスマン帝国時代の1907年から1909年にかけて現在のイスラエル（パレスチナ地域）で組織されていたユダヤ人の自衛組織である。

## 概要
バル・ギオラの名は、古代ユダヤ戦争時代のユダヤ人指導者の一人であるシモン・バル・ギオラに由来する。
バル・ギオラが組織された1907年は第二次アリーヤーによりパレスチナ地域のユダヤ人入植者が増加している時期で、バル・ギオラの目的は、これらユダヤ人入植者の居住地域をアラブ人勢力の襲撃から護衛することであった。これらの護衛には元々アラブ人が雇われていることもあり、多くのユダヤ人はバル・ギオラを雇う事でかえって地元のアラブ人勢力を刺激するのではという懸念からバル・ギオラをなかなか受け入れなかった。
1909年にはより大規模な自警組織ハショメールが新たに結成され、バル・ギオラもハショメールの一部となった。その後ハショメールは1920年にハガナー、1948年にはイスラエル国防軍に発展した。